# Римські кампанії проти піратів (103 - 67 рр. до н.е.)
Римські кампанії проти піратів - військові кампанії Римської республіки задля придушення піратської діяльності у східному Cередземномор'ї, які відбувалися протягом 103 - 67 рр. до н.е.

## Передісторія
У давні часи робота з придушення піратів за замовчуванням лягала на переважаючу морську державу, яка мала найбільше втрати від перерв у морській торгівлі. Таким чином, Афіни, Елліністичний Єгипет та острів Родос по черзі панували у водах східного Середземномор’я та придушували піратство як частину цієї ролі. Однак наприкінці другого століття ряд дій Риму дозволив піратству стати великою проблемою. Під час Македонських воєн (214 - 148 рр. до н.е.) Рим став домінуючим у східному Середземномор’ї та ревниво ставився до будь-якої загрози цій позиції. Родосу вдалося з достатнім успіхом контролювати піратську загрозу, але протягом двох десятиліть між 187 і 167 роками до н.е. ситуація змінилася. 
По-перше, римляни перемогли Антіоха III у 188 рр. до н. е., який домінував на південно-східному узбережжі Малої Азії, і в Апамейському договорі заборонили йому використовувати більше десяти кораблів у більшій частині Середземного моря. Хоча родосці спочатку виграли від цього зменшення влади Селевкідів, вони також вважали неприємним зростання римської влади. Під час Третьої македонської війни вони намагалися представити себе як чесних посередників, щоб забезпечити припинення військових дій. Поразка царя Антигонідів Персея у битві під Підною у 168 р. до н.е. залишила родосців незручно викритими. Для римлян родосці тепер виглядали як ненадійні союзники, які загравали з одним із їхніх головних ворогів, а тому міць Родосу, і особливо його флот, потрібно було скоротити, а жителів острова перетворити на поступливих людей. В результаті родоський флот був скорочений до трохи більше ніж символічної сили. Це подальше обмеження організованої морської сили не було врівноважене жодним відповідним збільшенням присутності римського флоту, так що процвітаюча піратська торгівля була ще більше заохочена, торгівля, яку багато людей, витіснених війнами у східному Середземномор’ї, підхопили з ентузіазмом.
Сам Рим за своєю природою не був морською державою. Проте місто мало певний досвід у боротьбі з піратами, оскільки у 229 р. до н.е. воно вступило у війну з іллірійцями за підтримку піратства в Адріатичному морі. Під час іллірійських походів римляни фактично обійшли загрозу на морі й зосередилися на знищенні сухопутних баз піратів і Іллірії, яка їх підтримувала. Такий підхід дозволив римлянам відшкодувати витрати на свою кампанію здобиччю, а згодом дав їм корисний протекторат на материковій Греції. Проте впевненість римлян у тому, що їхня стратегія в Іллірії загалом застосовна, призвела до п’яти десятиліть, протягом яких вони безуспішно намагалися реалізувати іллірійське рішення. Частково римляни не досягли успіху, тому що Мітрідат VI Євпатор Понтійський вважав піратів корисними для руйнування римської торгівлі, тому він створив безпечний притулок і ринок для піратських кораблів і здобичі. Рим мало що міг зробити з цим, оскільки Мітрідат виявився дуже важким для завоювання. Не випадково піратські походи багато в чому збіглися з війнами римлян проти Мітрідата. Пірати почали розширювати свою присутність у Кілікії (південь сучасної Туреччини) у період після 120 р. до н.е., майже напевно з мовчазного дозволу Понтійського моря. Дика внутрішня частина Кілікії та порізана берегова лінія дали численні притулки та приховані бази, з яких можна було діяти. Оскільки родоський флот був неефективним, пірати майже безперешкодно зловживали багатим транспортним сполученням між Римом та Анатолією на Близькому Сході (колишнім Пергамським царством).

## Кампанія Марка Антонія Оратора та Римська криза у Середземномор'ї (103 - 78 рр. до н.е.)

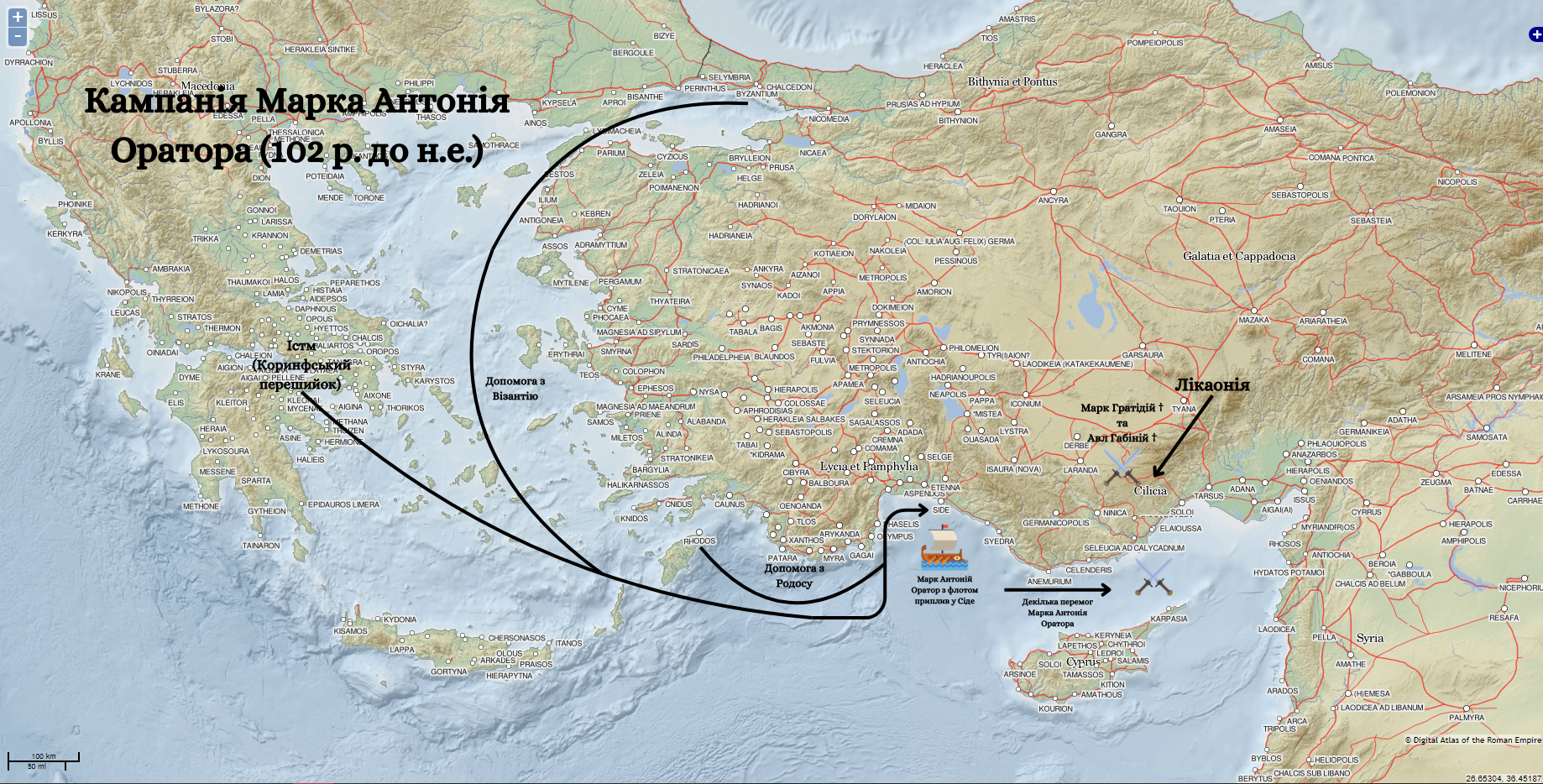
Кампанія Марка Антонія Оратора (102 р. до н.е.)

У 102 р. до н.е. претор Марк Антоній Оратор, діючи з консульськими повноваженнями, спробував розпочати похід проти кілікійських піратів. Він намагався досягти успіху як в нерівній гірській місцевості, так і на морі. Римські війська рушили до Кілікії з Лікаонії через перевали в Таврських горах. Втім в горах його загони на чолі із префектом Марком Гратідієм і квестором Авлом Габінієм зазнали поразки та загинули. Марк Антоній подолав Істм і рушив до Сіде в Памфілії, в той час як пропретор Гай Луцилій Гірр споряджав в Афінах ще одну ескадру. Разом з тим на допомогу римлянам направили свої флоти Родос і Візантій. Ймовірно Марк Антоній на морі здобув декілька перемог, за що отримав від сенату право на тріумф.
Сенат не мав грошей і ресурсів, якому відчайдушно були потрібні і те, і інше, щоб відбити загрозу з боку кімврів і тевтонців у Західній Європі (Кімврська війна). Після припинення кампанії римляни видали закон Lex Romana de pirates persequendis, який забороняв союзним і підвладним портам приймати піратів або вести з ними торгівлю. Його було розміщено на 5 колонах у Кніді. Оскільки Понтійське царство проігнорувало цей закон, він був значною мірою неефективним. 
Протягом перших десятиліть І ст. до н.е. Рим був зайнятий війнами в Італії, і піратська загроза продовжувала зростати. Під час Першої Мітрідатової війни, коли Луцій Ліциній Лукулл намагався доставити кораблі до свого полководця Луція Корнелія Сулли в Грецію, він був змушений ховати свої кораблі від піратів удень і плавати лише вночі. У тій самій війні пірати також переслідували кораблі постачання Сулли і навіть нахабно нападали на кораблі в порту, тоді як його армія безсило спостерігала за цим з берега. Ще у 81 р. до н.е. молодий Гай Юлій Цезар був схоплений піратами, які вимагали великий викуп за його звільнення.

## Кампанія Публія Сервілія Ісавріка (78 - 74 рр. до н.е.)

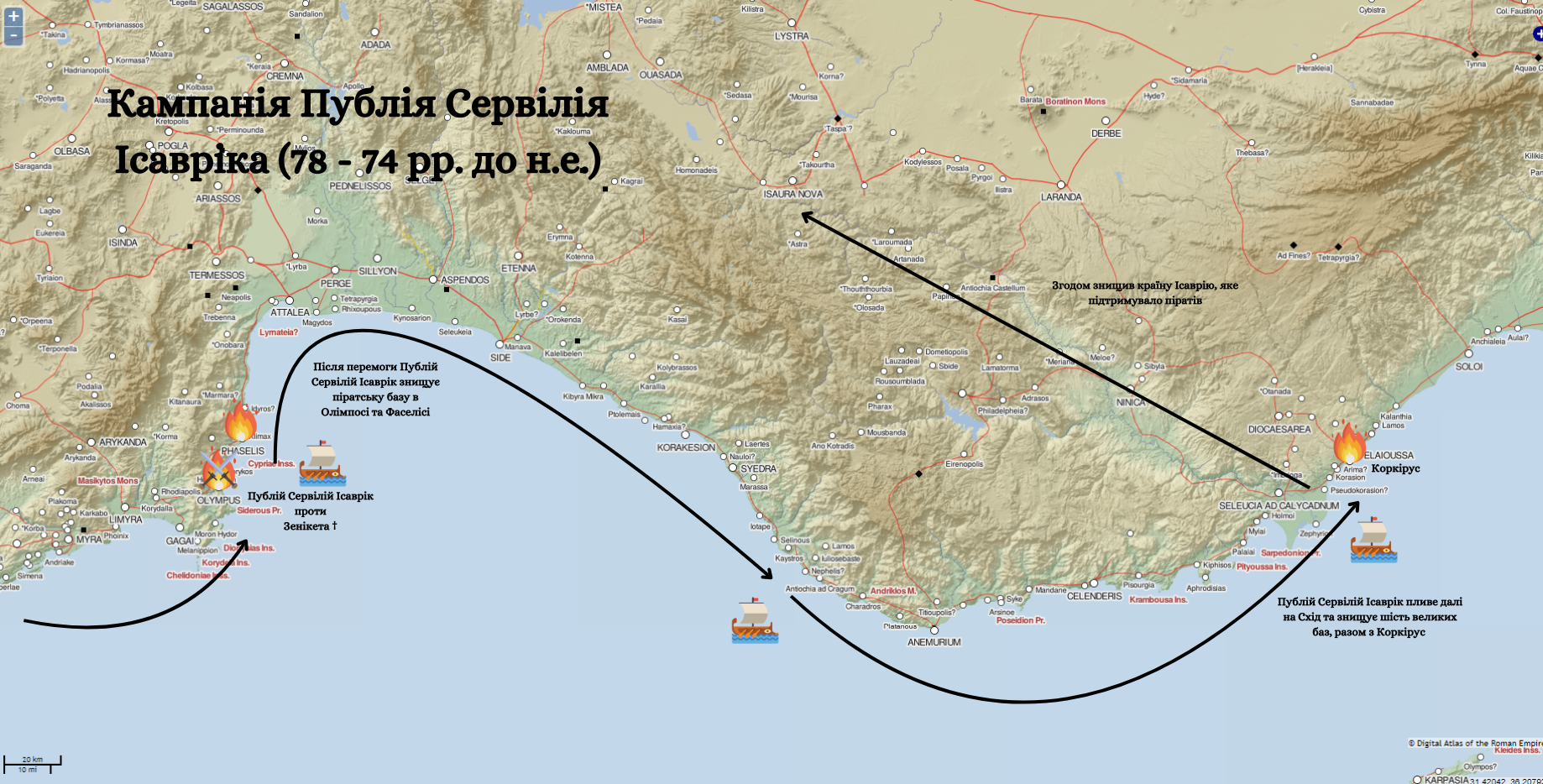
Кампанія Публія Сервілія Ісавріка (78 - 74 рр. до н.е.)

Перший серйозний похід проти кілікійців очолив Публій Сервілій Ісаврік. Невідомо, які сили він мав у своєму розпорядженні, але, здається, вони включали легіон і місцевих найманців. Сервілій спробував «іллірійське рішення» скорочення піратських баз одну за одною. Він напав на порт Олімпос в Лікії. Здається, що Зенікет, лідер піратів на Олімпосі, спочатку спробував зустрітися з римлянами в морі, але, коли Сервілій напав на гавань, Зенікет знищив свій будинок, а потім убив себе. Далі Сервілій знищив шість інших великих баз, у тому числі Фаселіс і Коркірус, і захопив іншого лідера піратів на ім’я Ніко.
Тоді Сервілій рушив далі на схід і вглиб країни проти ісаврійського племені, яке підтримувало піратів. Він завершив свою чотирирічну кампанію захопленням столиці Ісаврії, на знак визнання чого він був нагороджений почесним псевдонімом Ісаврік. Заміною Сервілія став Гней Октавій, консул 75 року, який помер, не встигнувши продовжити кампанію Ісавріка. Згодом піратство продовжувало процвітати в Кілікії, але пірати розширили свої операції на Крит, щоб зменшити ризик нападу римлян.

## Критська кампанія (74 - 71 рр. до н.е.)

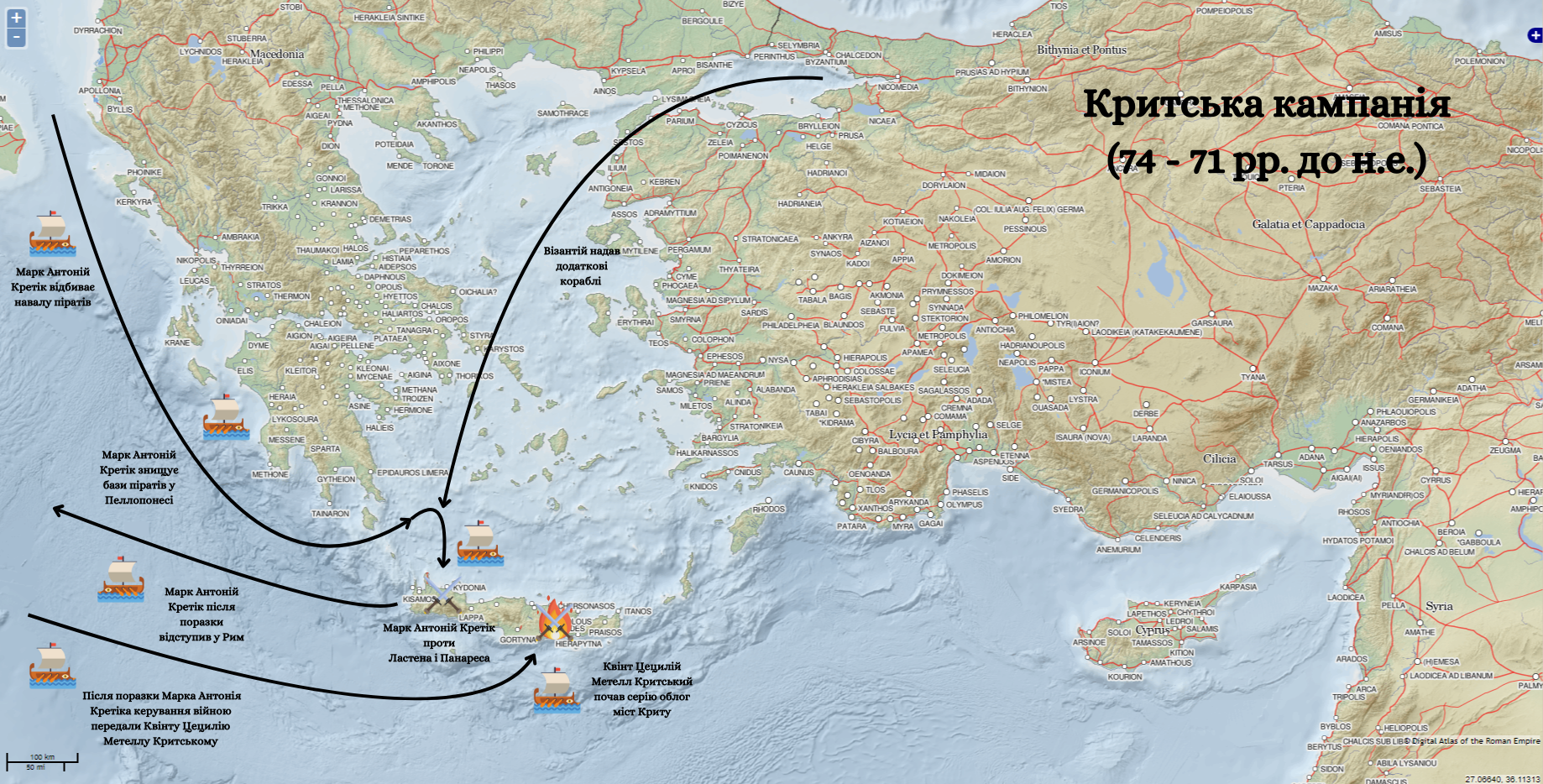
Критська кампанія (74 - 71 рр. до н.е.)

Римляни любили розподіляти регіональні команди сім'ям, які мали досвід роботи в певній області, оскільки ці сім'ї розвивали amicitia (дружні стосунки), що полегшувало завдання. Тож Марка Антонія Кретіка було відправлено на схід, щоб розправитися з піратами, як і його батька Марка Антонія Оратора. Цей Антоній, батько Марка Антонія тріумвіра, хоч і був лише претором, отримав необмежену владу у боротьбі з піратами. Його першою метою були пірати, які націлилися на торгівлю зерном зі сходу, що спричинило нестачу продовольства в Римі та заворушення в місті. Отже, після ліквідації незначних піратських навал на заході, Антоній зосередився на Криті, острові, який римляни підозрювали в симпатіях Мітрідату VI Євпатору.
Було очевидно, що знову, як і у випадку з Іллірією, Рим мав намір вирішити проблему піратів шляхом завоювання землі. Отже, Антоній не нападав на піратів у морі. Почавши з бази в Пелопоннесі, він вторгся на Крит за підтримки військ і кораблів з Візантії. Йому протистояли два критські вожді, які самі не були піратами, Ластен і Панарес, яким вдалося згуртувати критські міста проти римлян. Флот Антонія зазнав поразки в морі, а один із його офіцерів був узятий у полон, хоча подробиці бою невідомі. Не маючи ресурсів для повномасштабної війни та особисто дуже хворий, Антоній уклав угоду з критянами та відступив, отримавши в Римі глузливе прізвисько «Кретик» за свої зусилля.
У 74 р. до н.е. Рим був сповнений рішучості відновити війну, незважаючи на щедрий підкуп сенаторів критськими посланцями. Крит відхилив вимогу видати Ластена та Панареса разом із величезним штрафом у 4000 талантів, «усі піратські кораблі» та всіх римських полонених, які були у піратів. Оратор Квінт Гортензій Гортал відмовився від командування війною, і воно перейшло до Квінта Цецилія Метелла Критського. Метелл слідував стратегії Антонія, але з більшою підтримкою Риму. Критяни зустріли його в полі з армією в 20 тис., але, незважаючи на свою традиційну силу в стрільбі з лука, зазнали поразки. Війна переросла в повільну серію облог, тоді як пірати в Кілікії та інших місцях діяли безперешкодно.

## Кампанія Гнея Помпея Великого (67 р. до н.е.)

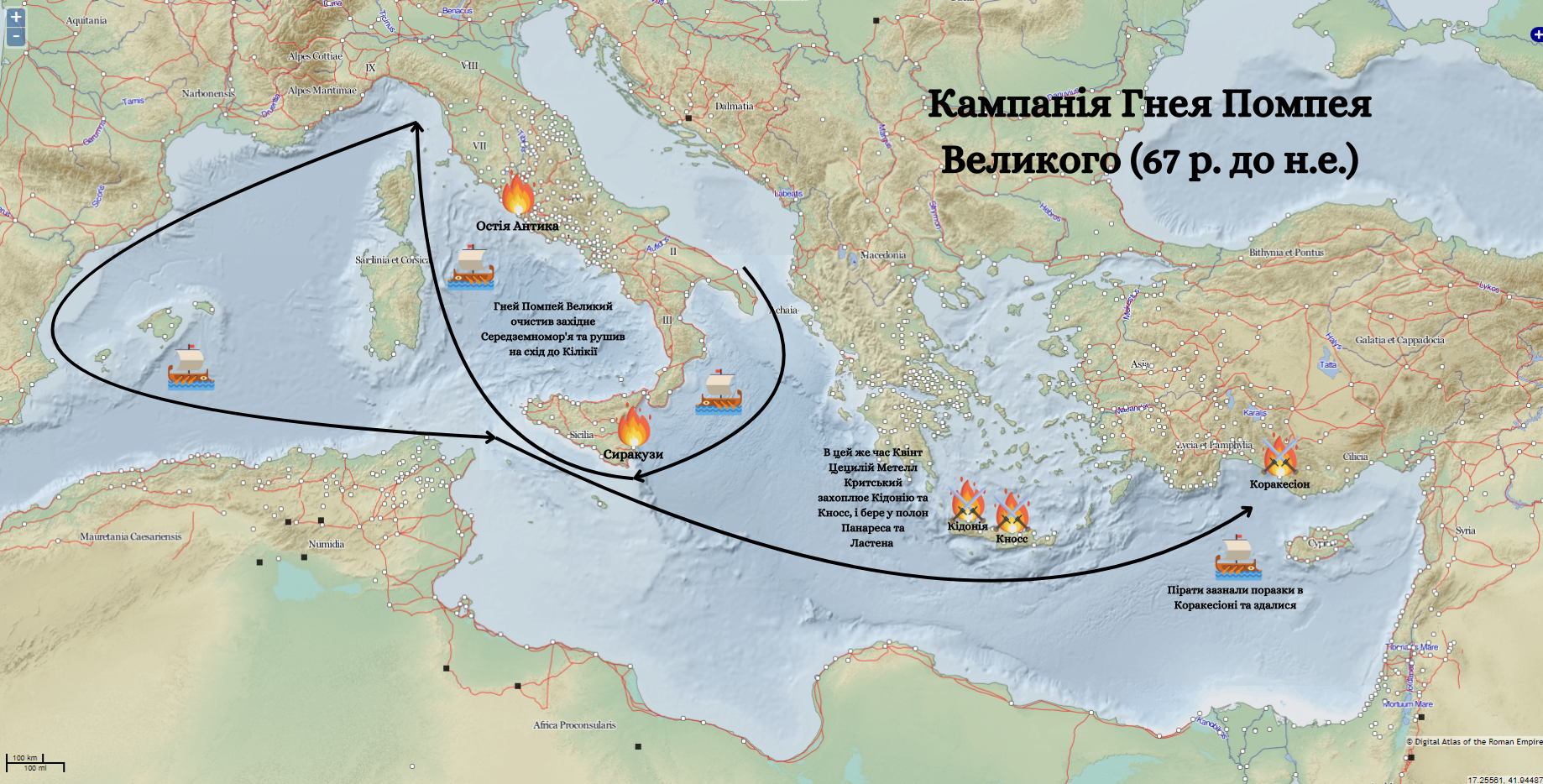
Кампанія Гнея Помпея Великого (67 р. до н.е.)

Гней Помпей Великий успішно придушив повсталого Квінта Серторія в Іспанії у 71 р. до н.е. та повернувся зі своїм військом до Італії. У 67 р. до н.е. Авл Габіній, лояльний до Помпея, запропонував передати Помпею командування в усьому Середземномор’ї проти піратів, які стали нахабними у своєму виклику Риму. Над претором Сицилії знущалися піратські кораблі в гавані Сиракуз, двох преторів було схоплено з метою викупу під час їхнього шляху в Італії. Також напали на Остію Антику. Плутарх також стверджує, що «більше дратувала, ніж страх, який вони вселяли, огидна екстравагантність їхнього спорядження з позолоченими вітрилами, пурпуровими навісами та посрібленими веслами». Десятиліття нехтування Римом цією проблемою призвели до серйозних труднощів у морській торгівлі через Середземне море, а ціни на зерно в Римі різко зросли.
Отже, незважаючи на застереження сенату щодо вищої влади (maius imperium), яку він мав би надати Помпею, існувала величезна народна підтримка закону Габінія, який давав Помпею контроль не лише над Середземним морем, але й до 80 кілометрів углиб прилеглих внутрішніх земель. Оскільки Рим нарешті був готовий виділити гроші та ресурси для цієї роботи, Помпей отримав або 500 кораблів (Плутарх), або 270 (Аппіан) і понад 100 000 матросів і морської піхоти.
У Помпея був підготовлений план, який, в основному, полягав у розділенні Середземномор’я на зони дії та знищенні піратських баз, проходячи із заходу на схід. Всього за 40 днів він очистив західне Середземномор'я та рушив на схід, щоб захопити кілікійські бази. Тут він застосував стратегію батога і пряника, був нещадним до піратів, яких він полонив, але поблажливим до тих, хто здався. Багато з останніх були переселені в Соли, місто, яке постраждало від депопуляції внаслідок останніх проблем. Пірати останній раз встояли в Коракесіон в Кілікії, але зазнали поразки; після облоги вони здалися, віддавши нові бази в Крагосі та Антікрагосі без бою.
Тим часом на Криті Метелл захопив Кідонію, де Панарес здався в обмін на своє життя. Метелл взяв у облогу Ластена в Кноссі, коли критяни почули про поблажливе ставлення Помпея до тих, хто здався, і негайно підкорилися йому. Помпей прийняв капітуляцію і послав легата, щоб організувати передачу Кносса. Це обурило Метелла, який продовжував облогу. Поки не втрутився сенат, здавалося, що римляни, послані Помпеєм у Кносс, у підсумку захищатимуть стіни від своїх співвітчизників. Однак, Меттел віддав контроль над кампанією Помпею і відсвяткував свій тріумф, отримавши титул "Критський".
Незважаючи на заяви Помпея під час його пізнішого тріумфу та похвали Цицерона, піратська загроза не була повністю усунена, а лише придушена до допустимого рівня. Громадянські конфлікти пізньої республіки створили можливості для відродження нападів піратів, доки тріумф Октавіана Августа не приніс мир і єдність у «наше море» (mare nostrum).